# Виборшки рејон (Лењинградска област)
Виборшки рејон (рус. Выборгский район) административно-територијална је јединица другог нивоа и општински рејон на крајњем северозападу Лењинградске области, на северозападу европског дела Руске Федерације.
Административни центар рејона је град Виборг. Према проценама националне статистичке службе Русије за 2015, на територији рејона је живело 204.788 становника или у просеку око 27,14 ст/км².

## Географија
Виборшки рејон смештен је на крајњем северозападу Лењинградске области, и обухвата територију површине 7.546,04 км², и по том параметру на 2. је месту међу 17 рејона у области. Граничи се са Всеволошким и Приозерским рејоном на на истоку, на југоистоку је територија федералног града Санкт Петербурга, док је на северу Лахденпохјански рејон аутономне Републике Карелије. Западна граница рејона има карактер међународне границе према Републици Финској. Административни центар рејона град Виборг удаљен је од Санкт Петербурга 174 километра у смеру северозапада.
Виборшки рејон смештен је у југозападним деловима Карелијске превлаке и у рељефном смислу карактерише га благо заталасано подручје обрасло густим шумама под којима је готово две трећине територије. На југу и југозападу рејонска територија излази на обале Балтичког мора, односно његових залива Финског и Виборшког. Обале су доста разуђене, посебно у зони Виборшког залива где се налазе и бројна мања острва. На улазу у Виборшки залив је архипелаг Берјозовска острва који чини око 16 острва укупне површине око 84 км².
Северни делови рејона се преко реке Вуоксе, која је уједно и најважнији водоток у целом рејону, одводњавају ка Ладошком језеру. Река Вуокса тече територијом рејона у смеру северозапад-југоисток. Од река које директно отичу ка Финском заливу најважније су Сестра, те Гороховка и Селезњовка (обе се уливају у Виборшки залив). Најважнији водотоци у унутрашњости су Илменјоки (притока Вуоксе) и Перовка.
На подручју рејона налазе се бројна језера ледничког порекла која заузимају око 7% рејонске територије. Најважнија језера су Дубоко (37,9 км²), Нахимово (14,3 км²), Пионирско (13,8 км²) и Красногвардејско (10,6 км²). Око 5% рејонске територије чине замочварени предели, посебно на југу и југоистоку.
Виборшки залив је преко Сајменског канала повезан са језером Сајма у Финској.

### Клима
Виборшки рејон налази се у прелазној климатској зони између влажне маритимне и нешто оштрије континенталне климе. Зиме су умерено хладне са просечним фебруарским температурама од око -8 °C, док су лета умерено топла са јулским просеком температура од око +17 °C. Просечна годишња сума падавина је око 700 милиметара. Број сунчаних сати на годишњем нивоу је у просеку 1.530 часова, купалишна сезона траје од средине јуна до краја августа.
Током месеца јуна јављају се „беле ноћи”.

## Историја
Све до 1940. и оснивања Виборшког рејона, данашња рејонска територија била је у саставу Виборшке губерније.
Виборшки рејон је формиран у јулу 1940. године као административна јединица тадашње Карело-Финске ССР. У новембру 1944. године целокупна рејонска територија прешла је у састав Лењинградске области.
Током октобра 1948. извршена је русификација свих топонима на подручју Карелијске превлаке, и дотадашњи фински називи замењени су руским.

## Демографија и административна подела
Према подацима пописа становништва из 2010. на територији рејона је живело укупно 204.408 становника, док је према процени из 2015. ту живело 204.788 становника, или у просеку 27,14 ст/км². По броју становника Приозерски рејон се налази на 3. месту у области и његова популација чини око 11,5% свеукупне обласне популације.
| 1959.  | 1970.  | 1979.  | 1989.   | 2002.   | 2010.   | 2015.    |
| ------ | ------ | ------ | ------- | ------- | ------- | -------- |
| 26.167 | 82.473 | 92.604 | 108.571 | 113.748 | 204.408 | 204.788* |

Напомена:* Према процени националне статистичке службе. 
Виборшки рејон карактерише висок степен урбанизације и више од две трећине његове популације живи у урбаним градским центрима, а готово 40% рејонске популације живи у његовом административном центру, граду Виборгу. На подручју рејона постоји укупно 181 насељено место, од којих је 5 градова (Виборг, Висоцк, Каменогорск, Приморск и Светогорск) и 3 вароши (Лесогорски, Рошчино и Совјетски).
Рејонска територија је административно подељена на 12 другостепених општина, од којих је 7 градских и 5 руралних.